# 稲荷神社 (川口市領家)
稲荷神社（いなりじんしゃ）は、埼玉県川口市の神社。

## 歴史
創建年代は不明である。元々は日蓮宗の実相寺境内にあった「三十番神堂」であった。三十番神は日蓮宗で重要視された神仏習合の神である。
明治初期の神仏分離がされる際に、実相寺から切り離され、三十番神の中から稲荷神を選び、「稲荷神社」としての道を歩むことになった。
1873年（明治6年）、近代社格制度に基づく「村社」に列せられ、1907年（明治40年）の神社合祀により、周辺の32神社が合祀された。

## 交通アクセス
- 川口元郷駅より徒歩20分。